# Nerik
Nerik (in lingua ittita: Nerikka) fu una città dell'età del bronzo ubicata a nord delle capitali ittite di Ḫattuša e Sapinuwa. Era consacrata al culto di un dio della tempesta, figlio di Wurušemu, dea del sole di Arinna. Tale divinità della tempesta era associata o identificata con il Monte Zaliyanu, nei pressi di Nerik.
Nerik fu fondata da genti di lingua hattica con il nome di Narak e fu durante il regno di Hattušili I che prese il nome di Nerik. Vi si teneva una festa di primavera in onore del dio della tempesta, detta "Puruli", durante la quale veniva narrato il mito dell'uccisione di Illuyanka. La città andò in rovina al tempo di Hantili I e la sua festa di primavera fu spostata ad Hattusa. Durante il regno di Tudhaliya I/II il sito di Nerik fu occupato dai barbari Kaska.
Durante il regno di Muwatalli II suo fratello Hattušili III riconquistò Nerik, ricostruendola e diventandone governatore, facendone il centro più importante del Nord ittita da cui governare.
In onore alla città riedificata, Hattusili chiamò il proprio primogenito Nerikkaili, uomo di Nerik.
Nel proprio settimo anno di regno (1.265 a. C.) il re Muršili III, figlio e successore di Muwatalli, revocò il governatorato dello zio sulla città, scatenando la reazione di Hattusili che portò alla guerra civile; quest'ultimo vinse, depose rapidamente il nipote ed ascese al trono ittita.
Nerik scomparve dalle fonti ittite attorno al 1200 a.C. circa, in concomitanza col crollo dell'impero.